# 王浩 (臺北市議員)
王浩（1957年7月13日—），是中華民國政治人物，中國國民黨籍，曾任臺北市議員（中山區、大同區），曾於前臺北市市長郝龍斌執政後期擔任過臺北市政府社會局局長。從政前為臺灣傳媒界資深媒體人，1998年轉往政壇發展。

## 爭議
- 2009年10月29日參加北市長安國中小棒球隊成立活動時，因為坐到主辦單位安排給3名職棒球員的座位，被工作人員要求換位，引發王浩不滿，並在和工作人員的一段對話中，對職棒球員出言批評，他說，「職棒球員哪有什麼地位跟價值」。不過，王浩否認有此一事，他說，這根本就是這名女主播捕風捉影的烏龍事件，他不排除採取法律行動。[1]吳怡霈31日在節目現場語帶不滿表示，「這位議員他平常有在關心棒球嗎?你有看了幾場棒球？而且據我所知當時到現場的3名球員都是清白認真的好球員，為什麼要說這樣的話！」[2]曾經擔任過資深體育記者王浩，對後生晚輩在節目上的批判，難以接受。台北市議員王浩：「捕風捉影聽到這些東西，而且更可憐的是，她竟然在媒體上大言不慚，(話是說給)在場的家長，也是台北市府訴願會主委陳業鑫，我說你比他們都值得坐在這裡。」[3]，王浩之後表示這些爭議是媒體捕風捉影、斷章取義，對於市政無關之議題不願回應[4]。

- 2020年3月傳出王浩為替「紅粉知己」即台北市社會局家庭暴力暨性侵害防治中心主任陳淑娟，爭取社會局副局長職位，因王浩向陳雪慧請託遭拒，所以便利用審預算等機會，逼迫陳雪慧請辭下台。王浩還曾被媒體多次直擊，接陳淑娟到某大廈幽會，讓已婚的2人也被爆出曖昧幽會情。[5]

## 經歷
曾於臺北市市長郝龍斌執政期擔任臺北市政府社會局局長。從政前為臺灣傳媒界媒體人，1998年轉往政壇發展。
1985年至1994年：在中視新聞主掌體育新聞、市政新聞及國會新聞，重要的採訪資歷有1988年漢城奧運、1989年六四天安門事件、1990年北京亞運及1991年波斯灣戰爭。
1994年9月1日：加入TVBS新聞部擔任經理，為開台元老，且和趙薇搭檔擔任《無線晚報》首任雙主播（張雅琴接任主播後，改為單主播），創先將晚間新聞提早至下午六點半播送，打破老三台壟斷收視的生態，展開台灣新聞進入有線電視的時代。
1998年：參選臺北市中山區、大同區第8屆市議員，首次參選便高票當選，並連任四屆。 
2014年1月1日：轉任臺北市政府社會局局長，至12月24日卸任。議員交棒給妻子王麗珠，但最終飲恨以408票之差敗給尋求連任的林國成，成為落選頭。 
2018年11月24日：再次當選為臺北市中山區、大同區第13屆市議員，12月25日睽違近五年，重返市議會。
2020年被週刊報導在2、3月份多次遭人目擊與臺北市家暴防治中心主任陳淑娟在臺北市大安區某華廈幽會，雙方關係引發外界揣測，後因其友人無法升任社會局副局長，故憑藉曾任局長之經驗以各種名義對臺北市政府社會局施壓及無理索資，間接造成各社福中心及各區公所社會課冗務增加。
2022年4月，放棄連任，表示全力為後成為黨籍市長候選人的時任立委蔣萬安拉票，在10月中的選戰末期被甫辭任台北市副市長的市長候選人黃珊珊指責「為政黨利益擋法案」，本人則嚴正駁斥，要求黃珊珊道歉，否則將提告。
已婚，妻王麗珠亦為媒體人，曾任民生報記者，於2014年參選臺北市議員，但成為落選頭。兩人共育有兩個女兒。
1990年：中華民國新聞評議委員會「中華民國傑出新聞人員研究獎」（廣播電視類唯一得獎者），赴美國CNN及ESPN觀摩學習半年。
以父親之名，在東吳大學及玄奘大學設立獎學金。
曾擔任台北市殘障桌球協會理事長。